# Irwell
Il fiume Irwell (/ˈɜːrwɛl/ UR-wel) è un fiume lungo 63 km che attraversa la Valle Irwell nel nord ovest dell'Inghilterra. La sua fonte è a Irwell Springs su Deerplay Moor, a circa 2,4 km a nord di Bacup. Costituisce il confine tra Manchester e Salford e sfocia nel Mersey vicino a Irlam.

## Descrizione

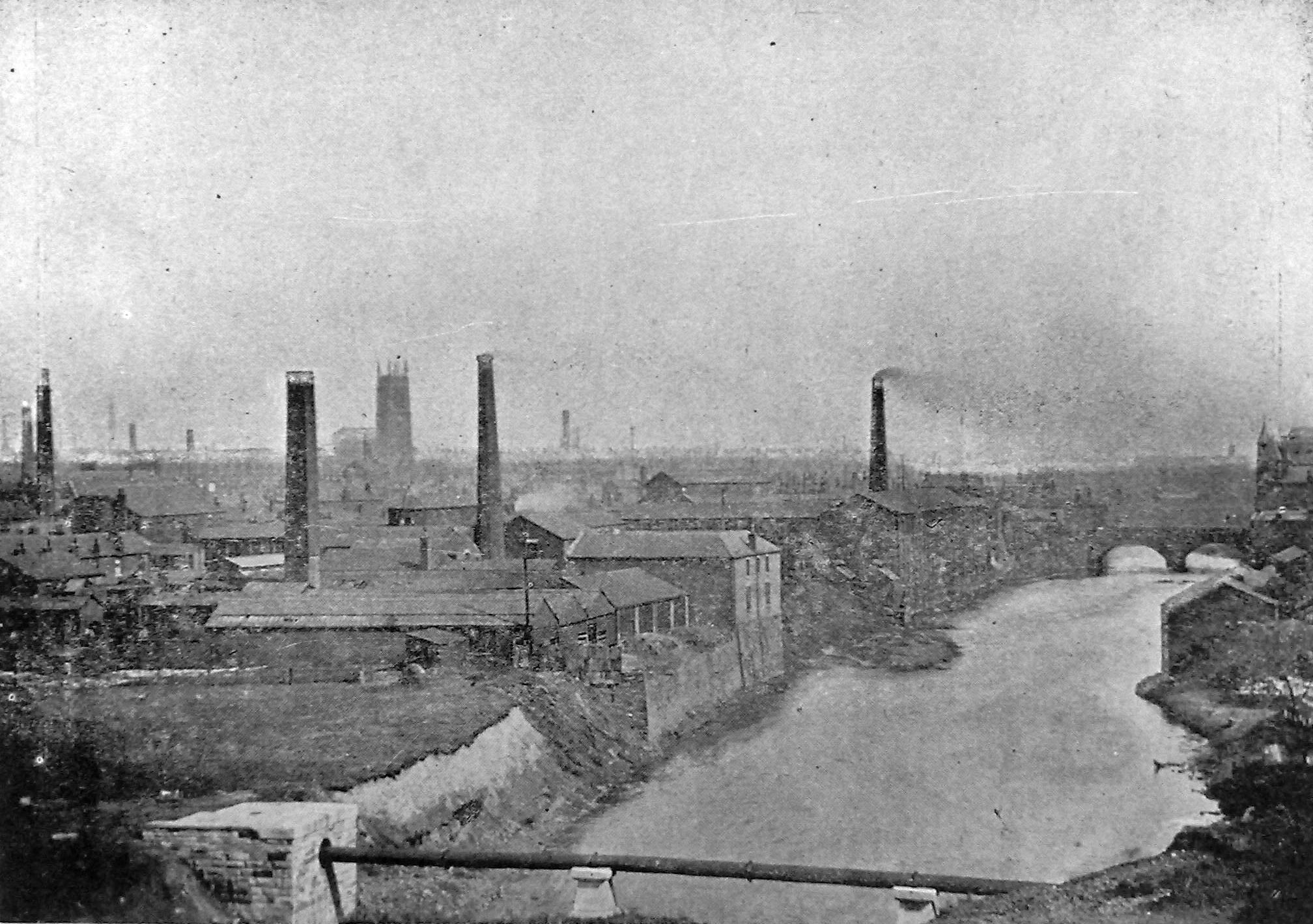
Immagine del fiume nel 1902

Nel diciassettesimo e diciottesimo secolo, alcuni tratti dell'Irwell costituivano una via commerciale. Nel diciannovesimo secolo, il corso del fiume a valle di Manchester fu modificato dalla costruzione del canale marittimo di Manchester, aperto nel 1896. Il canale trasformò Manchester e Salford in un importante scalo interno e portò allo sviluppo di Trafford Park, che divenne la più grande zona industriale in Europa. Ulteriori modifiche furono apportate nel XX e XXI secolo per prevenire inondazioni a Manchester e Salford, come l'Anaconda Cut nel 1970 e il River Irwell Flood Defence Scheme nel 2014.

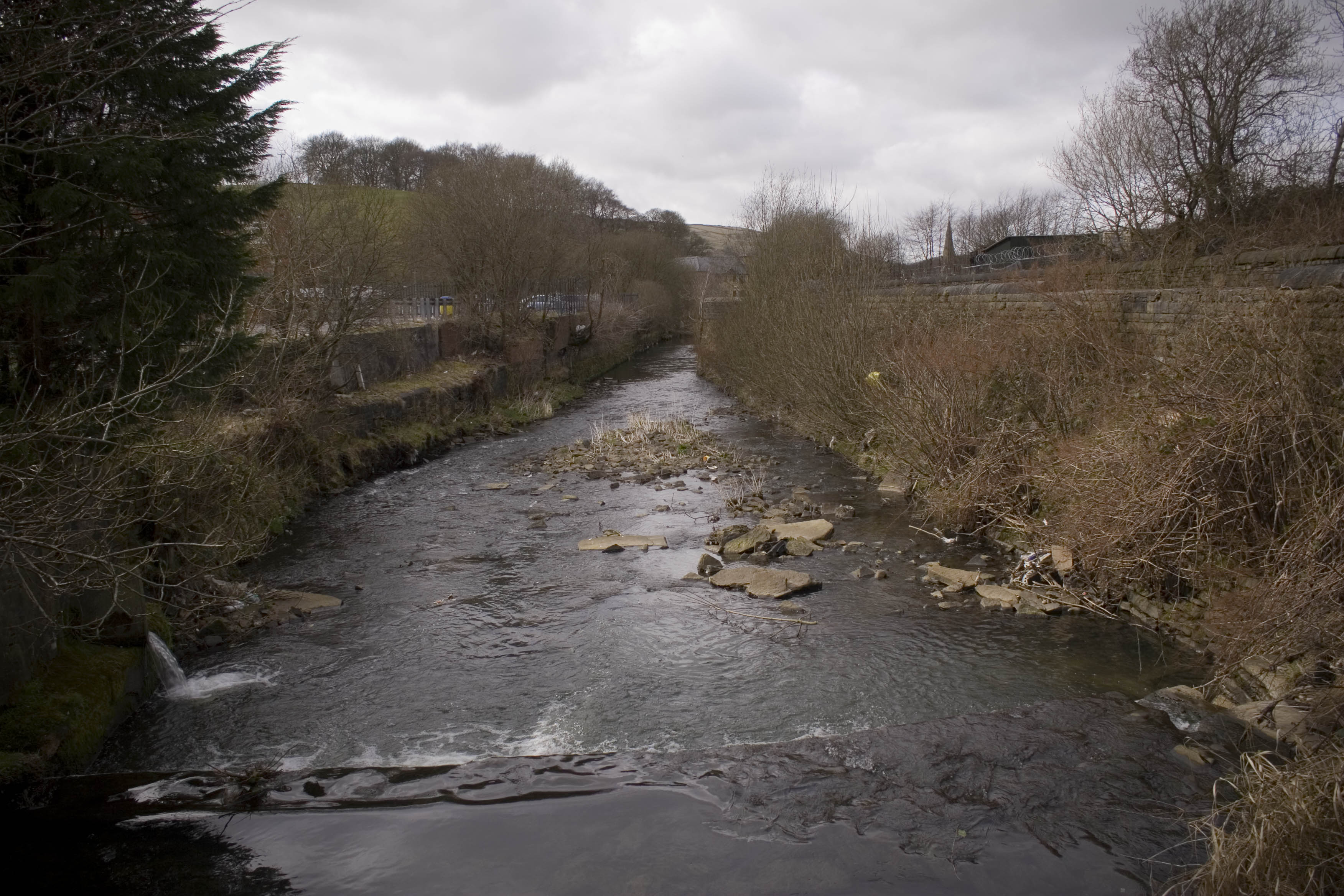
Il fiume a Waterfoot

Il fiume fu gravemente inquinato dagli scarti e rifiuti durante la rivoluzione Industriale, ma nella seconda metà del XX secolo furono attuate una serie di iniziative per migliorare la qualità dell'acqua e creare un ambiente diversificato per la fauna selvatica. Alcune zone del lungo fiume che attraversano Manchester e Salford, sono diventate aree commerciali e residenziali, come Salford Quays, mentre altre parti sono diventate dei parchi faunistici. L'Irwell è utilizzato per varie attività ricreative, come il canottaggio, le regate e la pesca.